# Phare de la Croix (Le Trieux)
Pour l’article homonyme, voir Phare de la Croix (Concarneau).
Le phare de la Croix est situé dans l'embouchure du Trieux, côté gauche du chenal principal menant au port de Lézardrieux, entre l'île de Bréhat et Ploubazlanec, dans les Côtes-d'Armor.

## Historique
Un premier phare fut construit entre 1865 et 1867. C'était une tour cylindrique de 13 m avec une petite tour accolée contenant l'escalier. En 1944, la partie supérieure est détruite par l'armée allemande.

## Phare actuel
En 1949, il est restauré à l'identique, et porte un feu blanc à occultations / 4s. Il est peint en blanc du côté est. Les créneaux sont peints en rouge (balise latérale à laisser à bâbord en venant du large).
Il a été alimenté en électricité par un aérogénérateur placé à son sommet, remplacé par un module solaire photovoltaïque au début des années 2000.

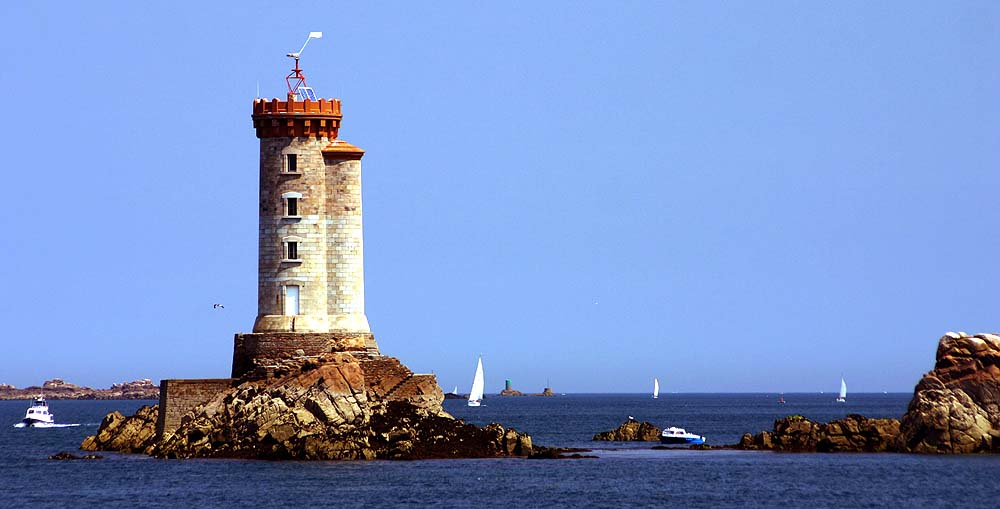
Le phare de la Croix
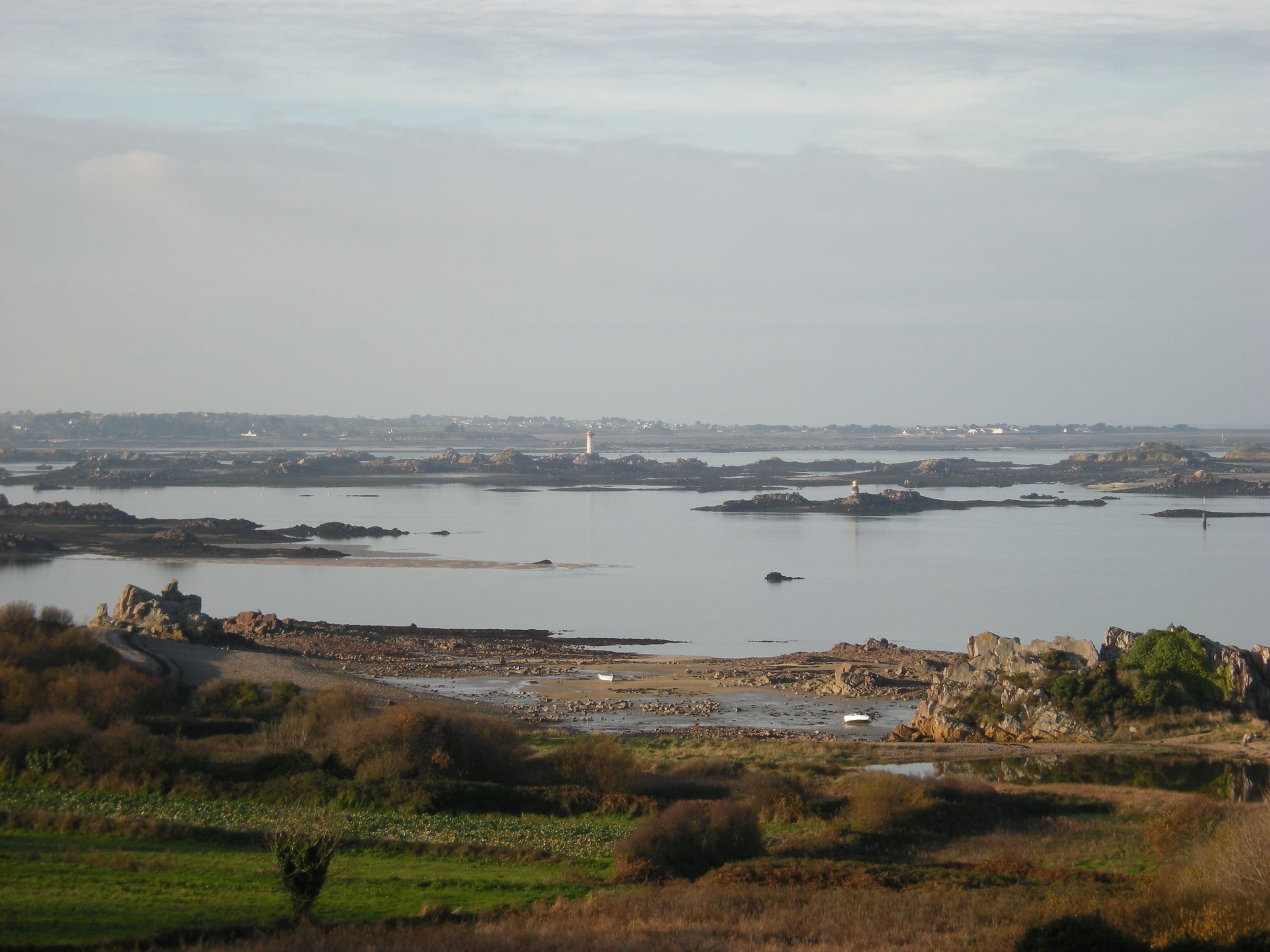
Phare de la Croix vu depuis l'Arcouest

## Impact culturel
Le phare de la croix est au cœur du court-métrage horrifique "La croix" réalisé par Joris Fleurot, nommé au 31e festival du film fantastique de Gerardmer en 2024, ainsi qu'au Filmoramax de Lyon la même année. Le monument y est visible à plusieurs moments, le métrage l'imaginant avec des propriétés ésotériques.